# استیون جنکینز
استیون جنکینز (به انگلیسی: Stephan Jenkins) (زاده ۲۷ سپتامبر ۱۹۶۴) خواننده، ترانه سرا، بازیگر آمریکایی است.
از فیلم‌های معروف او می‌توان به بازی در فیلم ستاره راک اشاره کرد.